# Tinamou tao
Tinamus tao
Espèce
Répartition géographique
Statut de conservation UICN

 VU A3c : Vulnérable
Le Tinamou tao (Tinamus tao) est une espèce d'oiseaux appartenant à la famille des Tinamidae.

## Description
D'environ 50 cm, c'est la plus grande espèce de sa famille.

## Répartition
Cet oiseau vit en Amérique du Sud où il peuple la majeure partie de l'Amazonie.

## Liste des sous-espèces
Selon la classification de référence du Congrès ornithologique international (version 15.1, 2025) :
- Tinamus tao larensis Phelps, WH & Phelps, WH Jr, 1949 — centre de la Colombie, nord-ouest du Venezuela ;
- Tinamus tao septentrionalis Brabourne & Chubb, C, 1913 — nord-est du Venezuela, nord-ouest du Guyana ;
- Tinamus tao tao Temminck, 1815 — centre-nord du Brésil ;
- Tinamus tao kleei (Tschudi, 1843) — centre-sud de la Colombie, jusqu'à l'est de la Bolivie et l'ouest du Brésil.